# Хоенварт (Округ Кам)
Хоенварт (њем. Hohenwarth) општина је у њемачкој савезној држави Баварска. Једно је од 38 општинских средишта округа Кам. Према процјени из 2010. у општини је живјело 2.056 становника. Посједује регионалну шифру (AGS) 9372135.

## Географски и демографски подаци
Хоенварт се налази у савезној држави Баварска у округу Кам. Општина се налази на надморској висини од 507 метара. Површина општине износи 24,2 km². У самом мјесту је, према процјени из 2010. године, живјело 2.056 становника. Просјечна густина становништва износи 85 становника/km².